# Kazimierz Chłędowski

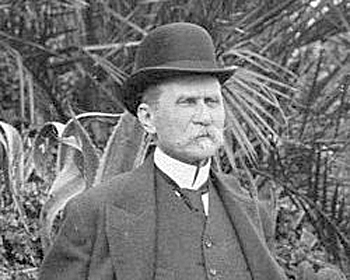
Kazimierz Chłędowski

Kazimierz Chłędowski, född 23 februari 1843 i Lubatówka, död 20 mars 1920 i Wien, var en polsk-österrikisk kulturhistorisk och skönlitterär författare.
Chłędowski var anställd i österrikisk statstjänst, skrev romaner och framför allt ett antal kulturhistoriska skildringar, huvudsakligen rörande italiensk renässans. Till svenska har översatts Renässansmänniskorna i Rom (1915), Barocktidsmänniskorna i Rom (1916), Rokokomänniskorna i Rom och Italien (1917), Hovet i Ferrara (1918), Furstar och folk i Neapel (1919), Siena, madonnans stad (1920) samt De sista Valois (1922). Chłędowski var en god kåsör som var väl bevandrad i italiensk person- och konsthistoria. Han handskades dock något lättvindigt med fakta.
Chłędowskis memoarer i två band utkom postumt år 1951 i Polen.